# Тіньовий список Смарагдової мережі України
18 листопада 2016 року Постійний комітет Бернської конвенції затвердив перелік територій мережі Емеральд, який для України включає 271 територію (до 2019 року до Мережі не вносились зміни).
У 2016 році громадська природоохоронна ініціатива “Emerald – Natura 2000 in Ukraine” (до якої пізніше приєдналась і ГО «Українська природоохоронна група») розпочала розробку «тіньового списку» («shadow list») територій мережі Емеральд  (Смарагдової мережі) – переліку територій, які на основі наукових даних мають бути включені до мережі Емеральд в Україні. Практика підготовки «shadow list» громадськістю та науковцями застосовувалась, зокрема, під час розробки Мережі центральноєвропейських країн, таких як Польща, Словаччина, Сербія, тощо.
Перший етап розробки «shadow list» мережі Емеральд в Україні тривав з вересня 2016 року по серпень 2017 року; його результатом є підготовка обґрунтованих на основі наукових даних пропозицій щодо включення до мережі Емеральд в Україні нових 78 територій, які опубліковані наприкінці 2017 року у виданні «Залучення громадськості та науковців до проектування мережі Емеральд в Україні». Крім того, було видано «Тлумачний посібник оселищ Резолюції №4 Бернської конвенції , що знаходяться під загрозою і потребують спеціальних заходів охорони». Крім того, ГО «Українська природоохоронна група» підготувала окреме видання «Смарагдова мережа Донеччини», яке містить детальні описи територій, які пропонується включити до мережі Емеральд у межах Донецької області.
Перші запропоновані ініціативою “Emerald – Natura 2000 in Ukraine” території були офіційно включені до мережі Емеральд України наприкінці 2016 року, це — долини річок Десна, Снов та Сейм (у складі 8 об’єктів мережі Емеральд). Після того, було продовжено роботу по збору актуальних наукових даних для включення нових територій до мережі Емеральд а Україні.
У 2017 році ГО «Українська природоохоронна група» зібрала команду професійних біологів, які протягом 2018 року внаслідок опрацювання власних даних та залучених джерел, а також спеціально проведених польових досліджень, підготували пропозиції щодо включення 74 нових територій до мережі Емеральд України.

## Тіньовий список Смарагової мережі України, 2017 р.
1. Serednioseimskyi
2. Nyzhnie Podesennia
3. Chernihivske Podesennia
4. Verhnie Podesennia
5. Dolyna Snovu
6. Kyivske Podesennia
7. Dolyna Seimu
8. Semenivskyi Snov
9. Gromoklia-river-valley
10. Khorol-river-valley
11. Lower-and-middle-Psel-river-valley
12. Lower-Inhulets-river-valley
13. Lower-Inhul-river-valley
14. Middle-Inhulets-river-valley
15. Middle-Inhul-river-valley
16. Upper-Inhul-river-valley
17. Dnistrovskii reserve
18. Hirsky Tikych river basin
19. Natural boundary Pechenigi
20. Ros river valley
21. Sula-river-valley
22. Supij-river-valley
23. Ushitskii.
24. Yagotinski lakes
25. Upper-Psel-river-valley
26. Vorskla-river-valley
27. Oleksandriyska-area-of-Inhulets
28. Savakliy-and-Sugokliya-river-valleys
29. Saksahan-river-basin
30. Kryvorizka-part-of-Inhulets-river
31. Bilokuzmynivske
32. Kalmius river valley
33. Riznykivska creek
34. Aidar river valley
35. Barvinkivski steppes
36. Boberka and Sukhodolka rivers' valley
37. Borova river valley
38. Derkul river valley
39. Donetskii kriazh
40. Komyshna river valley
41. Krasna river valley
42. Siverskii Donets river valley in Donetsk region
43. Siverskii Donets river valley in Kharkiv region
44. Siverskii Donets river valley in Kharkiv region
45. Siverskii Donets river valley in Luhansk region
46. Yevsug and Kovsug rivers' valleys
47. Lower part of Uda river valley
48. Lower Udaj river valley
49. Upper part of Uda river valley
50. Teteriv-river-valley
51. Mozh river valley
52. Petrivski creeks
53. Protopopivka — Petrivske
54. Liman lake system
55. Lozovenka and Oleksiivskii forests
56. Lysogirka Iziums'ka
57. Zavodi
58. Upper part of Samara Dniprovska
59. Upper part of Great Babka river
60. Tsirkunivskii forest
61. Travianske reservoir
62. Balaklijki
63. Bezruki
64. Blagodatne
65. Goryla Valley
66. Chumatskii shliakh and Vilshanka river valley
67. Dergachivskii forest
68. Dry and Wet Iziumtsi
69. Izbitske
70. Kamianka Iziums'ka
71. Lyptsi.
72. Milova
73. Murom
74. Oleksandrivski lakes
75. Poligon
76. Roganka
77. Spasiv Skit
78. Bishkinski steppes

## Тіньовий список Смарагової мережі України, 2018 р.
1. Агайманський під
2. Барнашівський під
3. Чорна долина
4. Долина річки Бобер
5. Бродівські канали
6. Буське
7. Долна річки Бистриця Надвірнянська
8. Дівички
9. Кліфи Дністровського лиману
10. Домузлинський під
11. Джогуль
12. Передгірні степи Криму
13. Зелений під
14. Долина річки Іква в Тернопільській області
15. Долина річки Ірпінь
16. Долина річки Ірша у Житомирській області
17. Кадубівська стінка
18. Каяло-Бердянський
19. Керченський півострів
20. Кобила
21. Долина річки Корчик
22. Ковильна
23. Долина річки Лімниця
24. Лесові відслонення гирла Дніпра
25. Нижня частина долини річки Серет
26. Муравський шлях
27. Нижньоподільський
28. Подвірівка
29. Погорілівка
30. Познань-Блажове
31. Приірпіння і Чернечий ліс
32. Сари-Баш
33. Долина річки Шопурка
34. Сіножаті
35. Сиваський під
36. Славне
37. Долина річки Случ у Рівненській області
38. Долина річки Случ у Житомирській області
39. Малий Чапельський під
40. Долини річок Південний Буг і Снивода у Вінницькій області
41. Долина річки Стир у Волинській області
42. Балки Світлогірськ-Алтестове
43. Тарханкут
44. Тулинці-Македони
45. Василівські і Розкопинські яри
46. Вишнівка

## Визнання "тіньового списку"
Всі пропозиції авторів "Тіньового списку" були доопрацьовані спільно із Департаментом екомережі та природно-заповідного фонду Міністерства захисту довкілля та природних ресурсів України, і більша їх частина у лютому 2019 року була передана Мінприроди до Секретаріату Бернської конвенції.